# Diamantschleifer

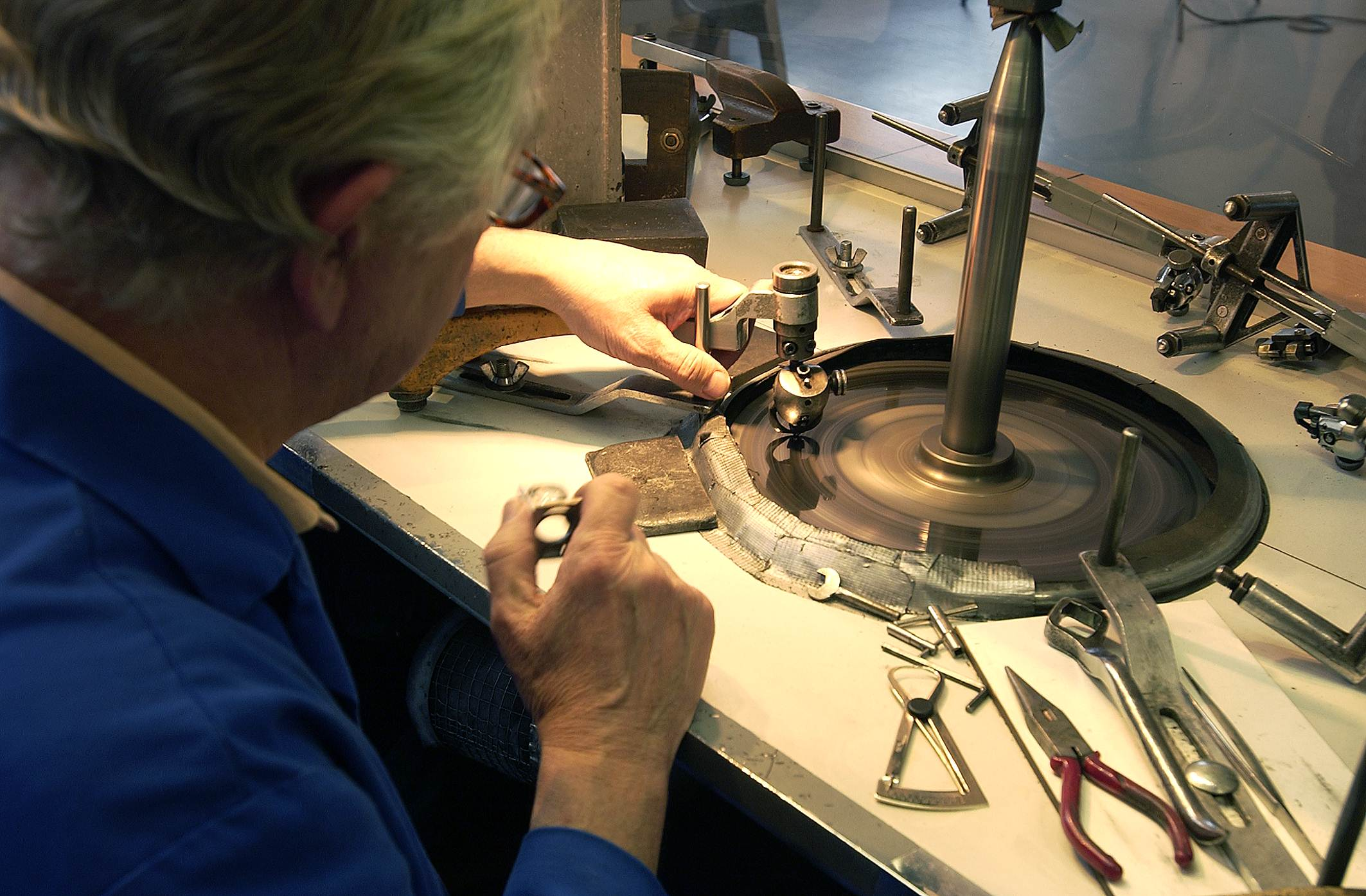
Werkzeugtisch zum Diamant-Polieren in Amsterdam

Diamantschleifer  bearbeiten Rohdiamanten. Dabei werden zunächst mit bloßem Auge diese Diamanten auf ihre Tracht und ihren Habitus geprüft. Dann wird eine Vorauswahl dahingehend getroffen, ob der Diamant für industrielle Zwecke genutzt werden soll, oder ob aus ihm ein Schmuckdiamant entsteht.
Die Diamanten werden durch Spalten und Sägen in die gewünschte Größe gebracht und anschließend geschliffen, facettiert und poliert.
Der Beruf des Diamantschleifers wird hauptsächlich im industriellen Umfeld (Diamantwerkzeuge) ausgeübt. Einige wenige finden aber auch bei Juwelieren Anstellung.

## Ausbildung
In Deutschland handelt es sich um einen anerkannten Ausbildungsberuf nach dem Berufsbildungsgesetz, der aber keinem Berufsfeld zugeordnet ist.
Die dreijährige Ausbildung als Diamantschleifer ist eine klassische duale Berufsausbildung und findet wechselseitig im Betrieb und in der Berufsschule statt. Während in der Berufsschule alle theoretischen Grundlagen wie die der Kristalltechnologie, Kristallchemie und Kristallphysik vermittelt werden, wird in Betrieben der Schmuckindustrie, bei Juwelieren, in Ateliers und bei Herstellern von Diamantwerkzeugen praktisch gearbeitet. Im dritten Ausbildungsjahr wird sich schließlich entweder auf Schmuckdiamanten oder auf Industriediamanten spezialisiert.